# Aire urbaine de Gramat
L'aire urbaine de Gramat est une aire urbaine française centrée sur la ville de Gramat, dans le département du Lot.

## Données globales
En 2010, selon l'Insee, l'aire urbaine de Gramat est composée de deux communes toutes situées dans le département du Lot.
Son pôle urbain est l'unité urbaine de Gramat formée de la seule commune de Gramat.

### Composition
La liste ci-dessous, établie par ordre alphabétique, indique les communes appartenant à l'aire urbaine de Gramat, selon la nouvelle délimitation de 2010, avec leur population municipale, issue du recensement le plus récent  :
| Nom        | Code Insee | Statut | Superficie (km2) | Population (dernière pop. légale) | Densité (hab./km2) |
| ---------- | ---------- | ------ | ---------------- | --------------------------------- | ------------------ |
| Gramat     | 46128      |        | 57,07            | 3 496 (2022)                      | 61                 |
| Issendolus | 46132      |        | 18,91            | 523 (2022)                        | 28                 |

## Évolution démographique
L'évolution démographique ci-dessous concerne l'aire urbaine selon le périmètre défini en 2010.
| 1968  | 1975  | 1982  | 1990  | 1999  | 2009  | 2014  | - |
| ----- | ----- | ----- | ----- | ----- | ----- | ----- | - |
| 3 503 | 3 622 | 4 040 | 3 891 | 3 999 | 4 065 | 4 161 | - |